# Meruya Selatan
Meruya Selatan is een plaats (wijk - kelurahan) in het onderdistrict Kembangan in het bestuurlijke gebied Jakarta Barat (West-Jakarta) in de provincie Jakarta, Indonesië. De plaats telt 36.762 inwoners (volkstelling 2010).